# Liste der Juniorenweltrekorde im Eisschnelllauf
Eisschnelllaufweltrekorde werden von der Internationalen Eislaufunion (ISU) erfasst.

## Weltrekorde Juniorinnen
| Disziplin                             | Sportlerin                                                  | Zeit     | Datum                 | Ort                      | Bestand               |
| ------------------------------------- | ----------------------------------------------------------- | -------- | --------------------- | ------------------------ | --------------------- |
| 0100 m                                | Sang-Hwa Lee                                                | 0 10,59  | 3. Dezember 2006      | Heilongjiang Indoor Rink | 18 Jahre und 260 Tage |
| 0500 m                                | Sang-Hwa Lee                                                | 0 37,81  | 10. März 2007         | Utah Olympic Oval        | 18 Jahre und 163 Tage |
| 01000 m                               | Miho Takagi                                                 | 01:15,40 | 21. Januar 2012       | Utah Olympic Oval        | 13 Jahre und 211 Tage |
| 01500 m                               | Marrit Leenstra                                             | 01:55,14 | 12. März 2008         | Olympic Oval             | 17 Jahre und 161 Tage |
| 03000 m                               | Martina Sáblíková                                           | 04:00,63 | 22. März 2006         | Olympic Oval             | 19 Jahre und 151 Tage |
| 05000 m                               | Martina Sáblíková                                           | 06:50,45 | 19. März 2006         | Olympic Oval             | 19 Jahre und 154 Tage |
| 10.000 m                              | Martina Sáblíková                                           | 14:08,28 | 23. März 2006         | Olympic Oval             | 19 Jahre und 150 Tage |
| Teamlauf (6 Runden)                   | NiederlandeRoxanne van Hemert, Lotte van Beek, Yvonne Nauta | 03:07,88 | 14. März 2010         | Eispalast Krylatskoje    | 15 Jahre und 159 Tage |
| Mehrkämpfe                            | Sportlerin                                                  | Punkte   | Datum                 | Ort                      | Bestand               |
| 2 × 500 m                             | Sang-Hwa Lee                                                | 075,830  | 10. März 2007         | Utah Olympic Oval        | 18 Jahre und 163 Tage |
| Sprint-MK (500, 1000, 500, 1000 m)    | Karolína Erbanová                                           | 152,470  | 28. – 29. Januar 2012 | Olympic Oval             | 13 Jahre und 203 Tage |
| Mini-MK (500, 1500, 1000, 3000 m)     | Marrit Leenstra                                             | 156,360  | 12. – 13. März 2008   | Olympic Oval             | 17 Jahre und 160 Tage |
| Kleiner MK (500, 3000, 1500, 5000 m)  | Martina Sáblíková                                           | 161,252  | 18. – 19. März 2006   | Olympic Oval             | 19 Jahre und 154 Tage |
| Großer MK (500, 5000, 1500, 10.000 m) | Risa Araki                                                  | 175,538  | 13. – 15. März 2007   | Olympic Oval             | 18 Jahre und 158 Tage |

Nicht oder nicht mehr im internationalen Wettkampf ausgetragen.
Inoffizielle Bestleistung.
- Stand: 14. Oktober 2013[1]

## Weltrekorde Junioren
| Disziplin                             | Sportler                                                       | Zeit     | Datum                  | Ort               | Bestand               |
| ------------------------------------- | -------------------------------------------------------------- | -------- | ---------------------- | ----------------- | --------------------- |
| 0100 m                                | Fengtong Yu                                                    | 0 9,52   | 15. Februar 2004       | Ritten Arena      | 21 Jahre und 186 Tage |
| 0500 m                                | Laurent Dubreuil                                               | 0 34,66  | 22. Januar 2012        | Utah Olympic Oval | 13 Jahre und 210 Tage |
| 01000 m                               | Beorn Nijenhuis                                                | 01:08,53 | 18. Januar 2003        | Olympic Oval      | 22 Jahre und 214 Tage |
| 01500 m                               | Brian Hansen                                                   | 01:44,45 | 12. Dezember 2009      | Utah Olympic Oval | 15 Jahre und 251 Tage |
| 03000 m                               | Pim Cazemier                                                   | 03:42,16 | 18. März 2009          | Olympic Oval      | 16 Jahre und 155 Tage |
| 05000 m                               | Håvard Bøkko                                                   | 06:18,93 | 13. November 2005      | Olympic Oval      | 19 Jahre und 280 Tage |
| 10.000 m                              | Sven Kramer                                                    | 13:09,65 | 9. Januar 2005         | Thialf            | 20 Jahre und 223 Tage |
| Teamlauf (8 Runden)                   | NorwegenSverre Pedersen, Kristian Fredriksen, Håvard Lorentzen | 03:47,45 | 20. November 2011      | Uralskaja Molnija | 13 Jahre und 273 Tage |
| Mehrkämpfe                            | Sportler                                                       | Punkte   | Datum                  | Ort               | Bestand               |
| 2 × 500 m                             | Laurent Dubreuil                                               | 071,120  | 2. – 4. März 2012      | Tokachi Oval      | 13 Jahre und 169 Tage |
| Sprint-MK (500, 1000, 500, 1000 m)    | Beorn Nijenhuis                                                | 139,750  | 18. – 19. Januar 2003  | Olympic Oval      | 22 Jahre und 213 Tage |
| Mini-MK (500, 1500, 1000, 3000 m)     | Tommi Pulli                                                    | 149,671  | 26. – 27. Februar 2010 | Thialf            | 15 Jahre und 174 Tage |
| Kleiner MK (500, 3000, 1500, 5000 m)  | Berden de Vries                                                | 148,070  | 12. – 14. März 2008    | Olympic Oval      | 17 Jahre und 159 Tage |
| Großer MK (500, 5000, 1500, 10.000 m) | Håvard Bøkko                                                   | 150,369  | 18. – 19. März 2006    | Olympic Oval      | 19 Jahre und 154 Tage |

Nicht oder nicht mehr im internationalen Wettkampf ausgetragen.
Inoffizielle Bestleistung.
- Stand: 14. Oktober 2013[1]